# Campeonato Africano de Voleibol Femenino Sub-20 de 2008
La XII edición del Campeonato Africano de Voleibol Femenino Sub-20 se llevó a cabo en Kenia del 09 al 13 de septiembre. Los equipos nacionales compitieron por dos cupos (Egipto,Túnez) para el Campeonato Mundial de Voleibol Femenino Sub-18 de 2009 a realizarse en Tailandia y un cupo (Kenia) para el Campeonato Mundial de Voleibol Femenino Sub-20 de 2009 a realizarse en México.  

## Grupo

### Clasificación
| Pos | Equipo     | PJ | PG | PP | SG | SP | PTS |
| --- | ---------- | -- | -- | -- | -- | -- | --- |
| 1   | Egipto     | 4  | 4  | 0  | 12 | 3  | 12  |
| 2   | Túnez      | 4  | 3  | 1  | 10 | 5  | 9   |
| 3   | Kenia      | 4  | 2  | 2  | 8  | 6  | 6   |
| 4   | Seychelles | 4  | 1  | 3  | 5  | 10 | 3   |
| 5   | Senegal    | 4  | 0  | 4  | 1  | 12 | 0   |

#### Resultados
| Fecha    | Encuentro            | Resultado | Set   | Set   | Set   | Set   | Set | Puntuación total |
| Fecha    | Encuentro            | Resultado | 1     | 2     | 3     | 4     | 5   | Puntuación total |
| -------- | -------------------- | --------- | ----- | ----- | ----- | ----- | --- | ---------------- |
| 09-09-08 | Túnez - Senegal      | 3-0       | 25-17 | 25-15 | 25-17 |       |     | 75-49            |
| 09-09-08 | Kenia - Seychelles   | 3-0       | 25-20 | 25-15 | 25-23 |       |     | 75-58            |
| 10-09-08 | Seychelles - Senegal | 3-1       | 25-17 | 25-20 | 19-25 | 25-21 |     | 94-83            |
| 10-09-08 | Egipto - Kenia       | 3-1       | 25-19 | 27-29 | 25-22 | 25-20 |     | 102-90           |
| 11-09-08 | Egipto - Senegal     | 3-0       | 25-20 | 25-11 | 25-14 |       |     | 75-45            |
| 11-09-08 | Túnez - Seychelles   | 3-1       | 25-12 | 25-14 | 23-25 | 25-09 |     | 98-60            |
| 12-09-08 | Egipto - Túnez       | 3-1       | 23-25 | 25-20 | 25-17 | 25-21 |     | 98-83            |
| 12-09-08 | Kenia - Senegal      | 3-0       | 25-19 | 25-23 | 25-16 |       |     | 75-58            |
| 13-09-08 | Egipto - Seychelles  | 3-1       | 23-25 | 25-17 | 25-15 | 25-15 |     | 98-72            |
| 13-09-08 | Túnez - Kenia        | 3-1       | 25-13 | 22-25 | 25-14 | 25-22 |     | 97-74            |

## Clasificación General
| Pos | Equipo     |
| --- | ---------- |
|     | Egipto     |
|     | Túnez      |
|     | Kenia      |
| 4   | Seychelles |
| 5   | Senegal    |

| Predecesor: Egipto 2006 | Campeonato Africano de Voleibol Femenino Sub-20 Kenia 2008 | Sucesor: Túnez 2010 |